# لوحة

لوحة الموناليزا

اللوحة هي صورة يرسمها رسام الفنون التشكيلية على سطح أملس أبيض من الخيش أو الكتان. وعادةًَ ما تكون على جدار.
تطور مفهوم رسم اللوحات بشكل أكبر مع تطور أدوات وأساليب الرسم الزيتي، وخاصة بين القرنين الخامس عشر والسادس عشر في أوروبا.
من أشهر اللوحات لوحة الموناليزا للفنان الإيطالي ليوناردو دافينشي، ومن اللوحات المعاصرة المشهورة لوحة الصرخة للرسام النرويجي إدفارت مونك.

## أمثلة

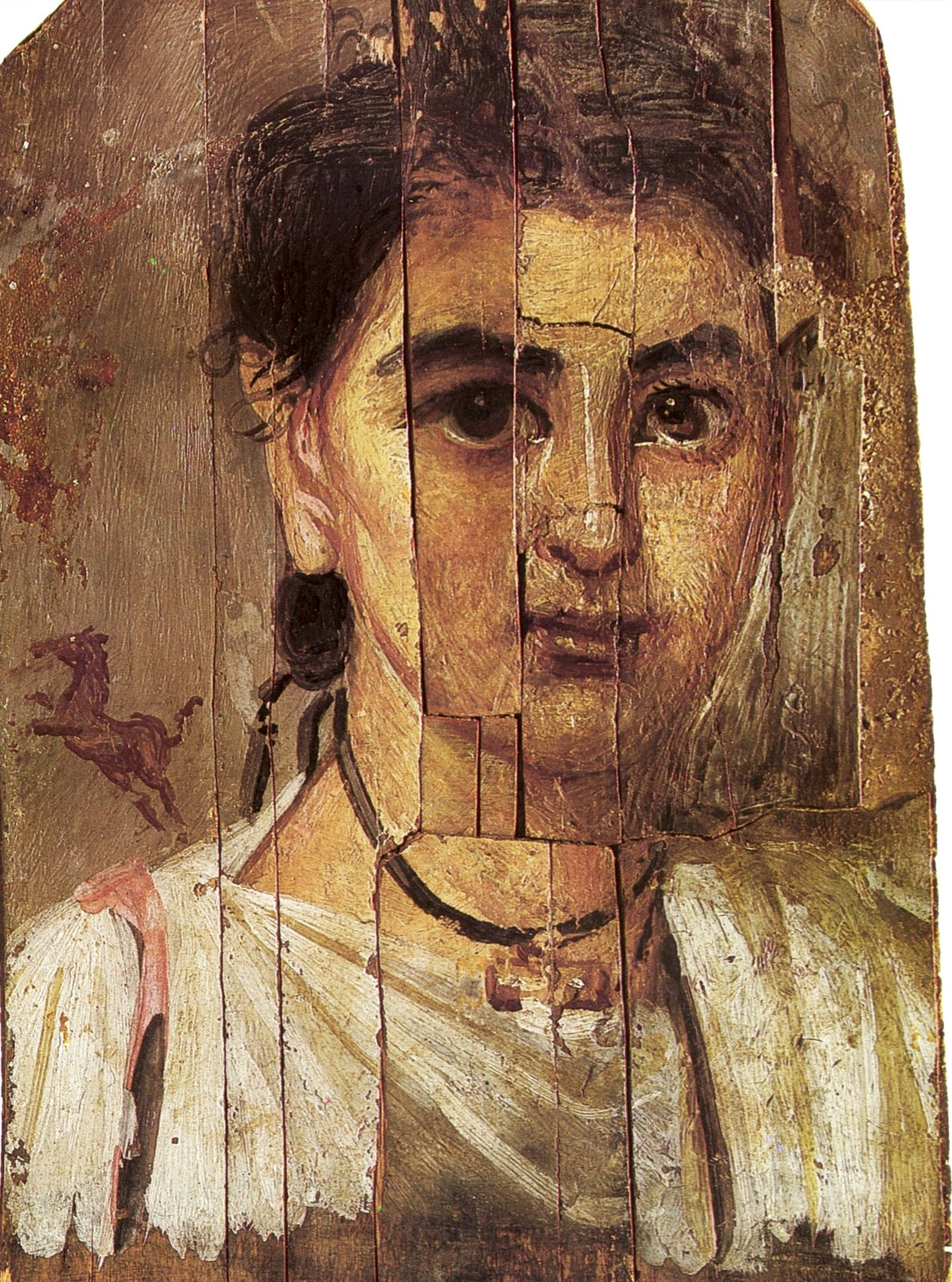
لوحات مومياوات الفيوم
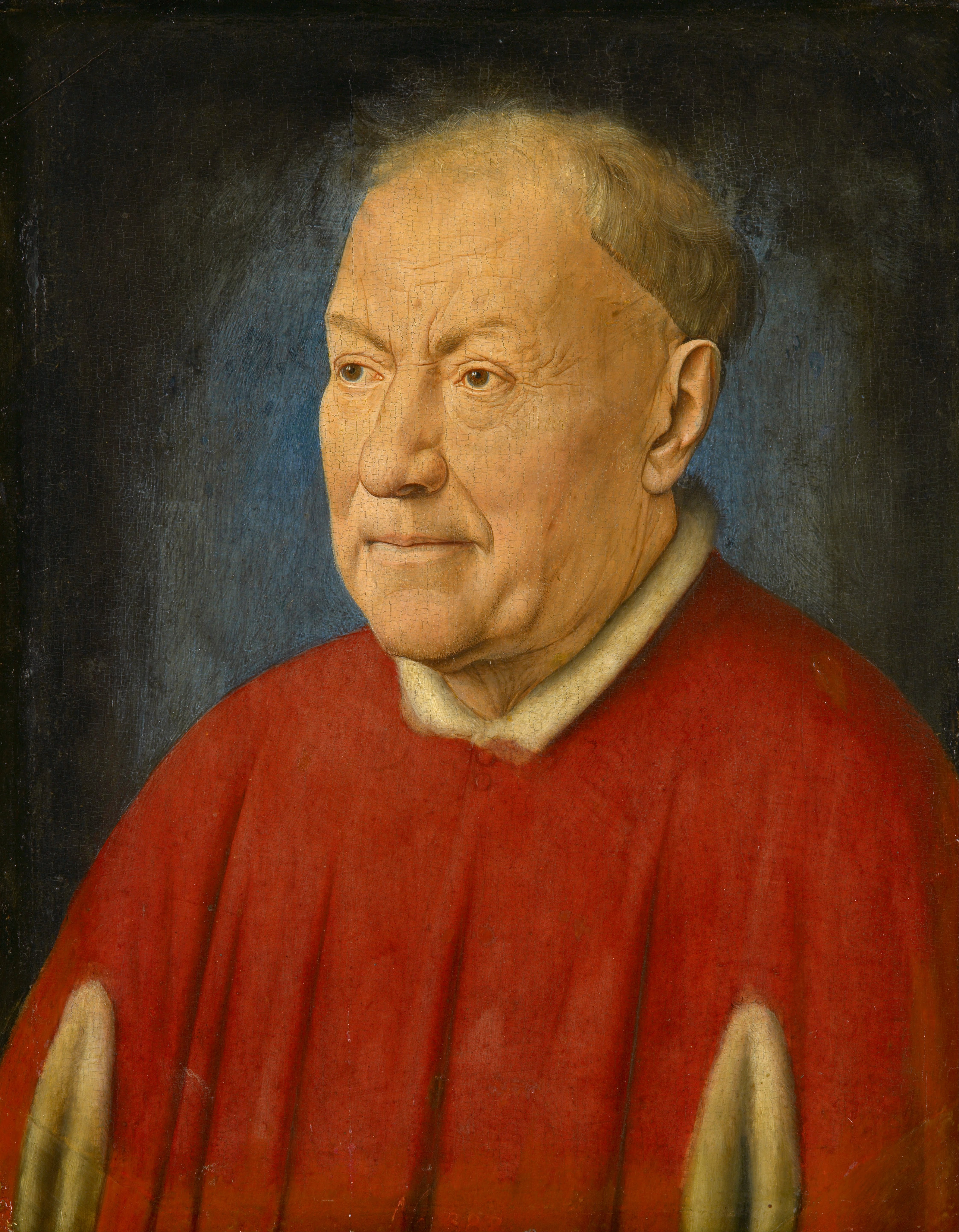
لوحة صورة الكاردينال للفنان يان فان إيك.
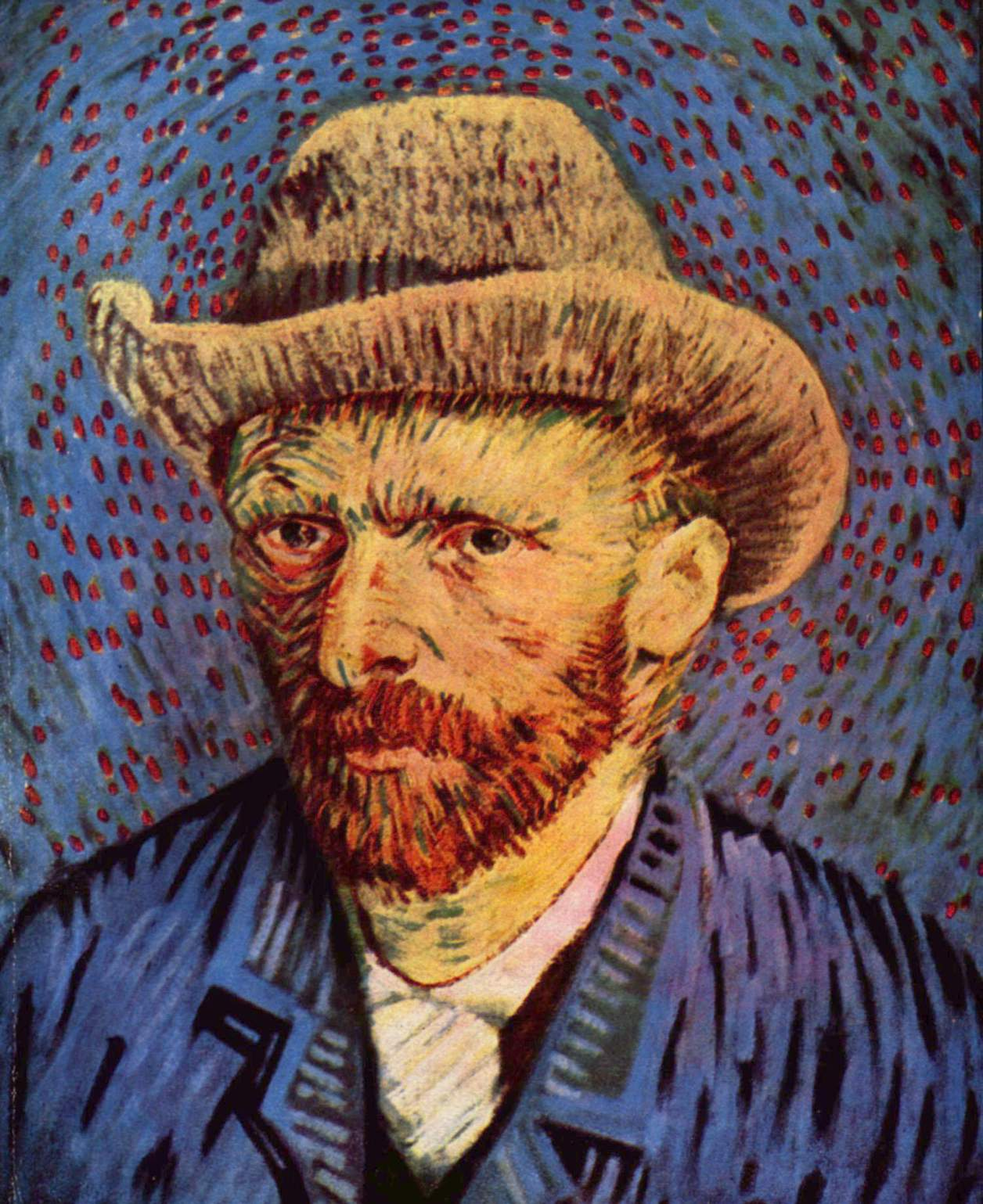
فينسنت فان غوخ: صورة ذاتية

## اقرأ أيضًا
- رسم زيتي
- لوحة الألوان
- تاريخ الرسم

## طالع أيضًا
- إطار صورة
- فن الفيلوغرافيا